# Temple Neuf
Il Temple Neuf (in tedesco: Neukirche) è una chiesa protestante di Strasburgo, di denominazione luterana.  Nel Medioevo era la chiesa del convento dei domenicani.  Durante la guerra franco-prussiana venne distrutto, insieme con la sua preziosissima biblioteca.  L'edificio attuale è il frutto di una ricostruzione del XIX secolo in stile neoromanico.

## Storia

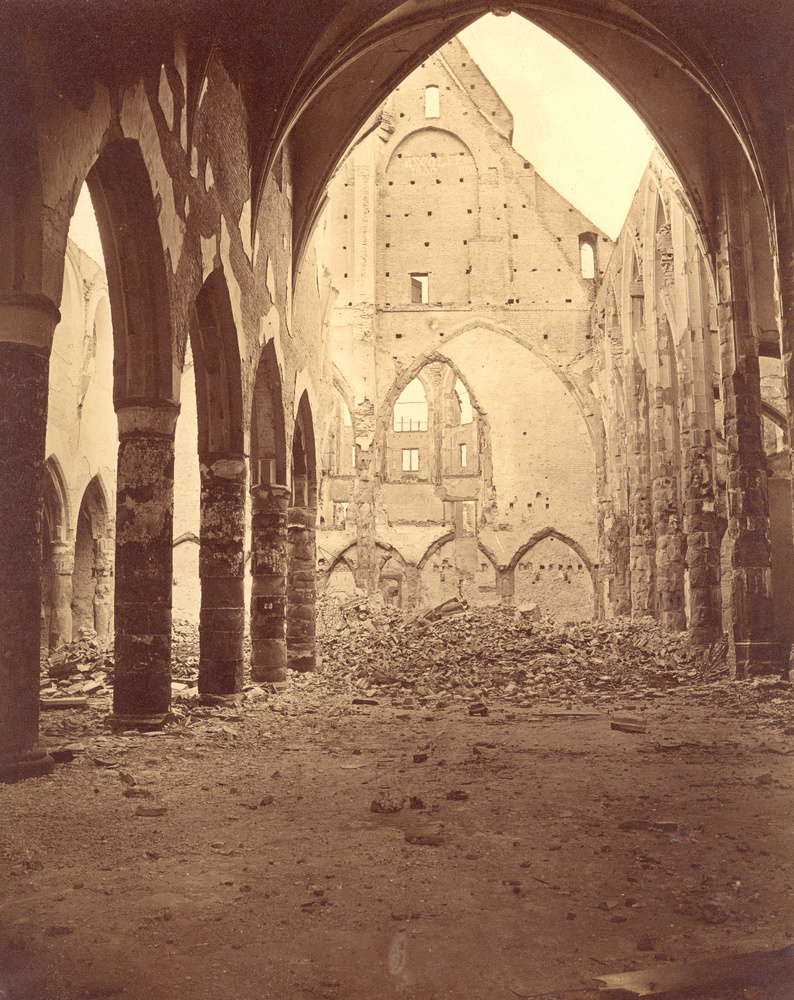
L'interno del tempio dopo il bombardamento del 1870 (fotografia di Georg Maria Eckert).

Anticamente era la chiesa dei Frati Predicatori; nel 1681 divenne la "chiesa nuova", il nuovo tempio per la comunità protestante che, dopo la Riforma del secolo precedente, aveva avuto per luogo di culto la cattedrale: quando infatti Luigi XIV di Francia restituì la cattedrale al culto cattolico-romano, fu deciso di concedere un altro luogo di riunione all'importante parrocchia protestante che vi si riuniva.  Venne così assegnata loro l'antica chiesa dei domenicani, un edificio a due navate in stile gotico.
Questa chiesa dei domenicani racchiudeva all'interno del coro anche la principale biblioteca della città, con un tesoro inestimabile di manoscritti antichi e di incunaboli, tra cui soprattutto il manoscritto dell'"Hortus Deliciarum" dell'abbadessa del Mont Sainte-Odile, Herrade di Landsberg (1125 ca. - 1195). Era famosa anche una danza macabra affrescata su una parete della chiesa.
Il convento che sorgeva a fianco della chiesa fu, nel Medioevo, uno dei cenacoli più importanti della mistica renana. Meister Eckhart insegnò qui per un certo periodo, così come il suo discepolo Giovanni Taulero, celebre predicatore popolare e teologo, che ebbe anche il coraggio di dedicarsi alla cura degli appestati.  Durante il suo soggiorno a Strasburgo, Giovanni Calvino venne nominato responsabile dei rifugiati ugonotti che si riunivano in questa chiesa.
L'antica chiesa venne distrutta dall'incendio provocato dall'artiglieria tedesca durante il bombardamento di Strasburgo dell'agosto 1870.
Dopo la guerra, la chiesa venne ricostruita in stile neoromanico e nuovamente inaugurata nel 1877.  Si trattava della prima chiesa costruita nel centro di Strasburgo dopo la Riforma.

## Descrizione

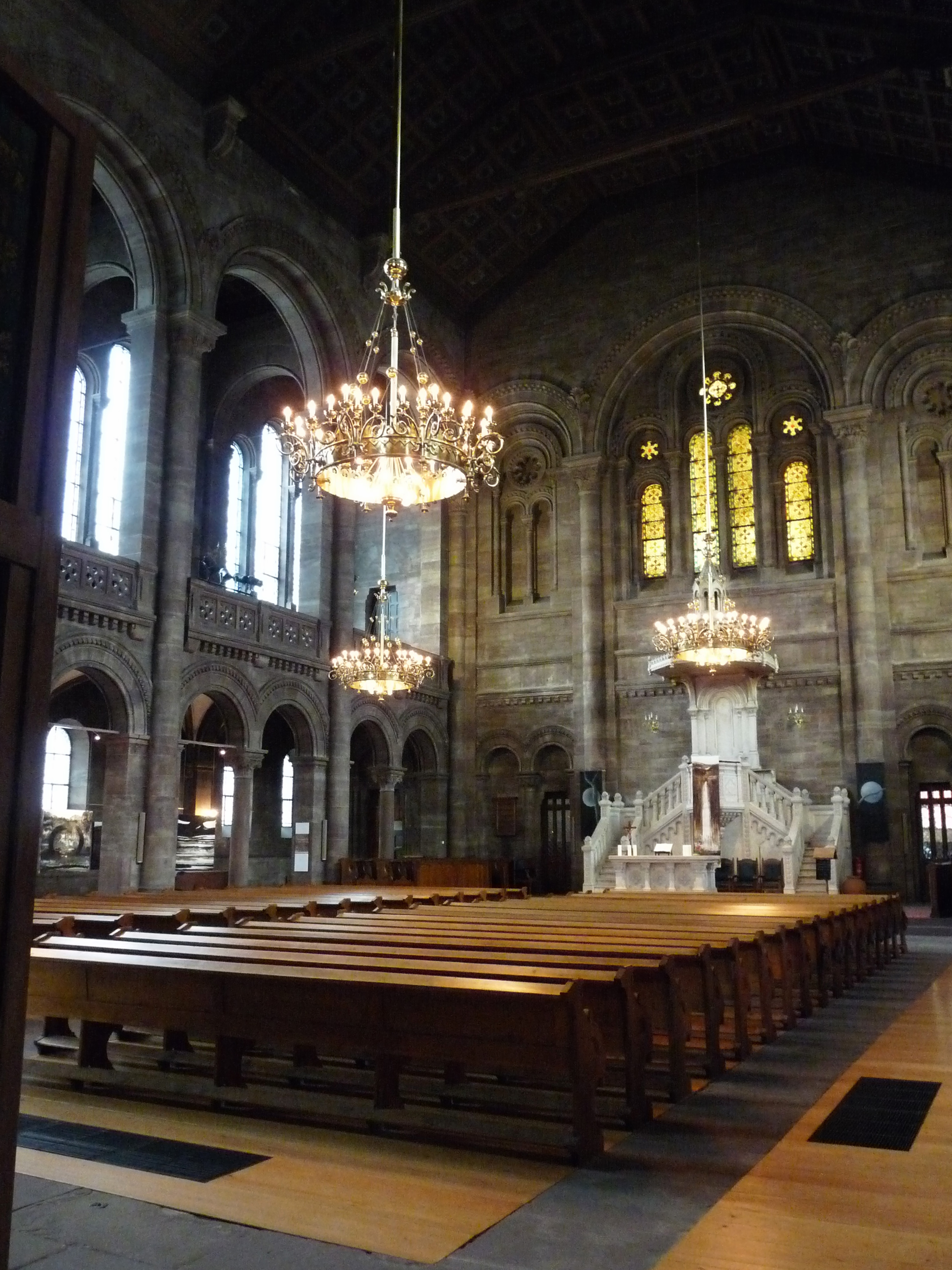
L'interno

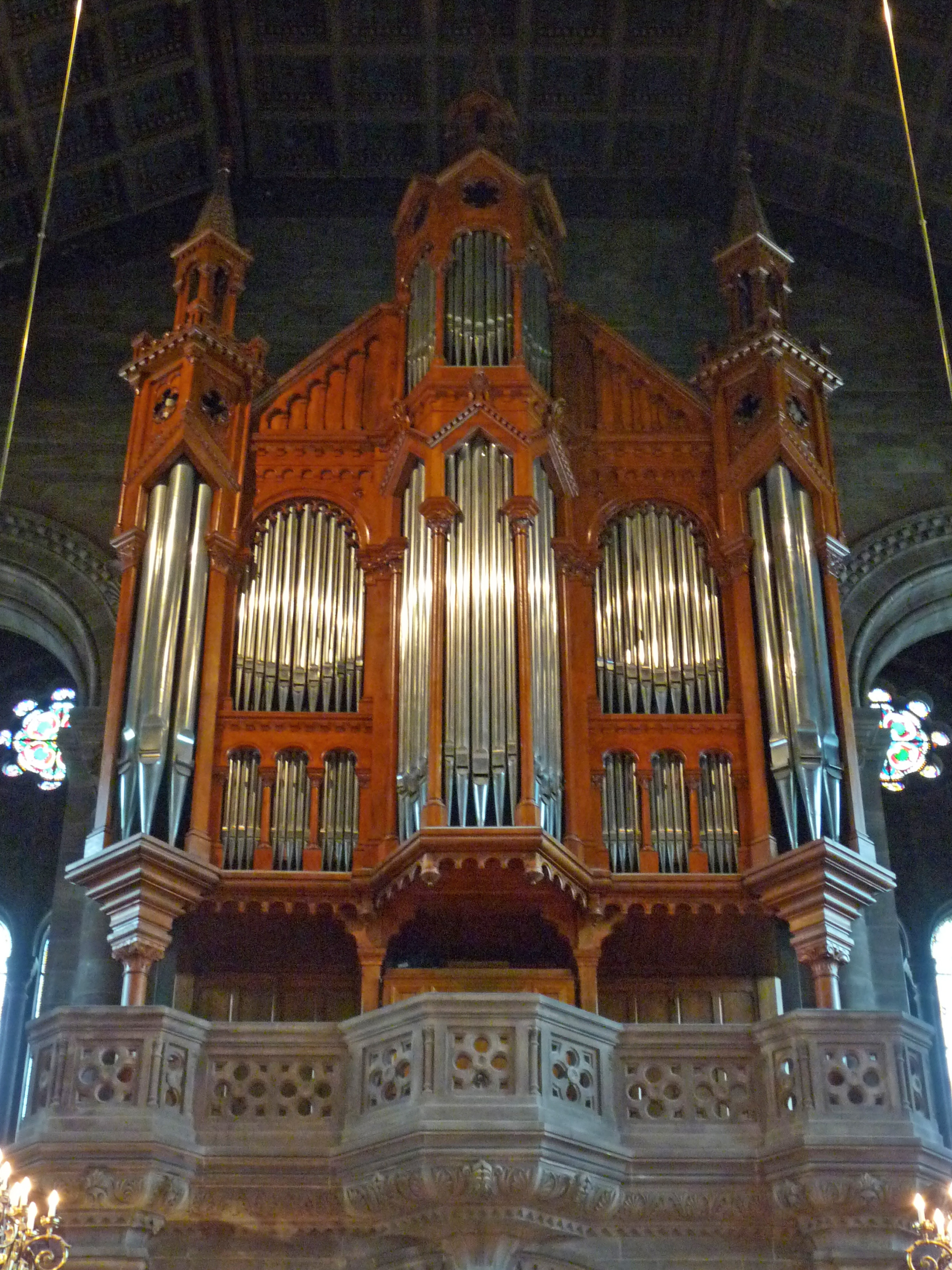
L'organo

### Esterno
La facciata del Temple Neuf è a salienti, con settore centrale cuspidato corrispondente alla navata centrale e due settori laterali più semplici corrispondenti alle due navate laterali e al matroneo.
Nel settore centrale della facciata, si aprono, nella parte inferiore, tre portali con profonda strombatura e, in quello superiore, al centro una grande trifora, ai lati due bifore.
Al centro della facciata si trova la torre campanaria, terminante con alta cuspide piramidale.

### Interno
L'interno del Temple Neuf è a tre navate senza abside. La monumentale navata centrale, di cinque campate, si innalza fino al soffitto ricoperto a cassettoni. Le navate laterali, separate dalla navata centrale con delle arcate geminate, sono sormontate da tribune.
A ridosso della parete fondale della navata maggiore, si trovano il pulpito, caratterizzato da una doppia rampa di scale, e il tavolo per la santa cena; questi arredi, di marmo bianco, furono realizzati dallo scultore locale Eugène Dock.
Sul fondo della chiesa si trova la pietra tombale del teologo Giovanni Taulero.

### Organo a canne
La chiesa anteriore alla distruzione del 1870 possedeva un organo costruito dal maestro Jean-André Silbermann (1712-1783), esponente dell'illustre famiglia di organari alsaziani Silbermann.
Il nuovo organo del Temple Neuf venne costruito nel 1877 dall'organaro Joseph Merklin.  Fu inaugurato con un concerto di Alexandre Guilmant il 26 settembre 1877.
Nel primo decennio del XXI secolo è stato interamente restaurato dalla casa Nicolas Toussaint con sede a Nantes: si è trattato del primo caso, in Francia, di ritorno allo stato originale di un "organo sinfonico" ottocentesco.  L'organo del Temple Neuf viene oggi considerato ideale per eseguire le musiche di César Franck, Louis Vierne, Charles-Marie Widor.
Lo strumento, a trasmissione meccanica, possiede 45 registri distribuiti fra le tre tastiere, di 56 note ciascuna, e la pedaliera dritta, di 30 note.
La sua disposizione fonica è la seguente:
| Prima tastiera - Grand Orgue |      |
| Principal                    | 16'  |
| Bourdon                      | 16'  |
| Montre                       | 8'   |
| Bourdon                      | 8'   |
| Flûte harmonique             | 8'   |
| Violoncelle                  | 8'   |
| Prestant                     | 4'   |
| Flûte octaviante             | 4'   |
| Grand Cornet                 | V    |
| Fourniture                   | IV-V |
| Bombarde                     | 16'  |
| Trompette                    | 8'   |
| Clairon                      | 4'   |

| Seconda tastiera - Positif |        |
| Principal                  | 8'     |
| Bourdon                    | 8'     |
| Salicional                 | 8'     |
| Flûte octaviante           | 4'     |
| Quinte-Flûte               | 2.2/3' |
| Doublette                  | 2'     |
| Trompette                  | 8'     |
| Clarinette                 | 8'     |
| Cor anglais                | 8'     |

| Terza tastiera - Récit expressif |     |
| Quintaton                        | 16' |
| Rohrflûte                        | 8'  |
| Flûte traversière                | 8'  |
| Viole de Gambe                   | 8'  |
| Voix céleste                     | 8'  |
| Octave                           | 4'  |
| Flûte d'écho                     | 4'  |
| Flageolet                        | 2'  |
| Piccolo                          | 1'  |
| Basson                           | 16' |
| Trompette harmonique             | 8'  |
| Basson-Hautbois                  | 8'  |
| Voix humaine                     | 8'  |
| Clairon                          | 4'  |
| Trémolo                          |     |

| Pédale       |     |
| Soubasse     | 32' |
| Contrebasse  | 16' |
| Soubasse     | 16' |
| Octavebasse  | 8'  |
| Violoncelle  | 8'  |
| Grosse Flûte | 4'  |
| Bombarde     | 16' |
| Trompette    | 8'  |
| Clairon      | 4'  |